# Gedling
Gedling è un distretto con status di borough del Nottinghamshire, Inghilterra, Regno Unito, con sede ad Arnold.
Il distretto fu creato con il Local Government Act 1972, il 1º aprile 1974 dalla fusione dei distretti urbani di Arnold e Carlton con parte del distretto rurale di Basford.

## Parrocchie civili
Le parrocchie del distretto, che non coprono l'area del capoluogo e Carlton sono:
- Bestwood St. Albans
- Burton Joyce
- Calverton
- Colwick
- Lambley
- Linby
- Newstead
- Papplewick
- Ravenshead
- Stoke Bardolph
- Woodborough